# Jayden Daniels
Jayden Daniels (Fontana, California; 18 de diciembre de 2000) es un jugador profesional de fútbol americano. Juega en la posición de quarterback y actualmente milita en los Washington Commanders de la National Football League (NFL).  
Jugó fútbol americano universitario para los Arizona State Sun Devils durante tres temporadas antes de transferirse a los LSU Tigers en 2022, ganando el Trofeo Heisman en 2023 después de liderar la NCAA con 50 touchdowns y casi 5,000 yardas de ofensiva total. Daniels terminó su carrera universitaria entre los diez primeros en yardas totales y fue seleccionado por los Commanders en la primera ronda (segundo general) del Draft de la NFL de 2024.

## Biografía
Daniels nació el 18 de diciembre de 2000 en Fontana (California), aunque creció en San Bernardino practicando varios deportes, incluidos fútbol americano, baloncesto, fútbol y atletismo. Daniels asistió a Cajon High School, donde fue pasando para 170 touchdowns y 14,007 yardas mientras corrió para 41 touchdowns y 3,635 yardas. Clasificado como el segundo mejor mariscal de campo de la generación de 2019, Daniels se inscribió en la Universidad Estatal de Arizona en enero de 2019 para jugar fútbol americano universitario para los Sun Devils .

## Carrera

### Universidad

#### Arizona State (2019-2021)

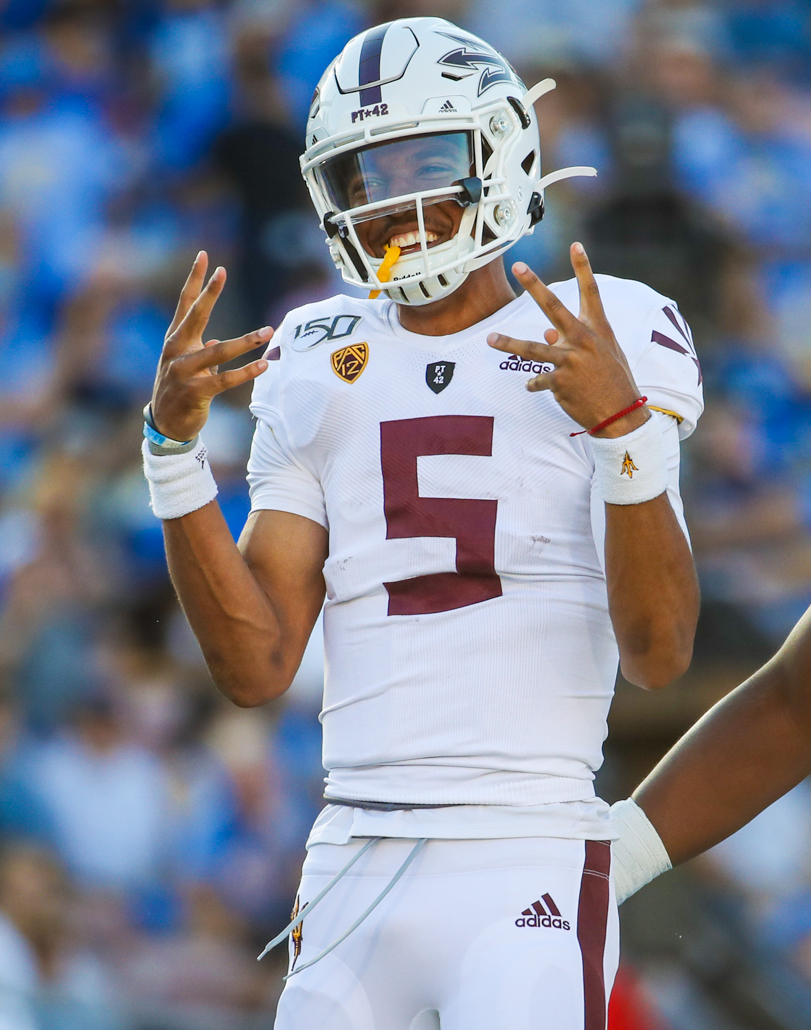
Daniels con los Arizona State Sun Devils en 2019.

Daniels fue el primer verdadero mariscal de campo novato en comenzar el día inaugural de los Sun Devils. Fue nombrado Jugador Ofensivo de la Semana del Pac-12 en una sorpresiva victoria contra Oregon . Daniels recibió una mención de honor para el Jugador Ofensivo de primer año del año Pac-12. Lideró a Sun Devils a una victoria por 20-14 en el Sun Bowl de 2019 y fue nombrado MVP.
Arizona State solo jugó cuatro juegos en la temporada 2020 debido a la pandemia de COVID-19, con Daniels lanzando 10 touchdowns y 10 intercepciones en 2021. En junio de 2021, la NCAA anunció que el Sun Devils estaba bajo investigación por violar las pautas de reclutamiento establecidas durante la pandemia, y luego descubrió que la madre de Daniels había reservado más de $1,100 en vuelos para que el personal visitara a los reclutas.

#### LSU (2022-2023)

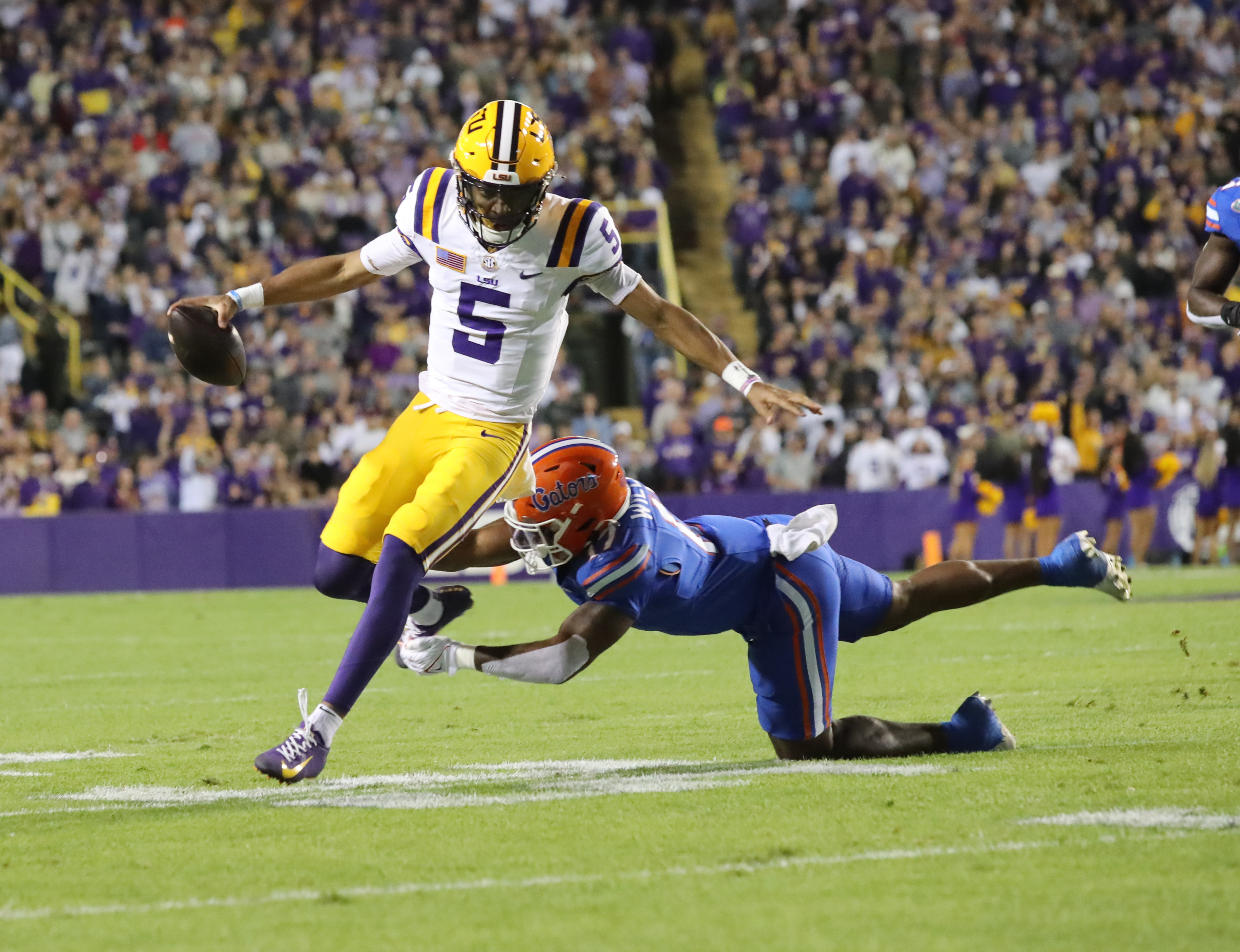
Daniels es el único jugador en la historia del fútbol americano universitario que registra más de 350 pases y 200 yardas terrestres en el mismo juego, y lo hizo contra los Florida Gators en 2023.

En marzo de 2022, Daniels se transfirió a la Universidad Estatal de Luisiana para jugar con los LSU Tigers . Recibió el premio MVP del equipo en la temporada 2022 de LSU tras registrar 3.592 yardas de ataque total. Daniels se convirtió en el primer jugador en la historia del fútbol americano universitario en registrar al menos 350 yardas aéreas y 200 yardas terrestres en el mismo juego, y lo hizo contra los Florida Gators en noviembre  2023. Logró ocho touchdowns en total en un juego contra los Georgia State Panthers unas semanas después.
En 2023, Daniels estableció el récord de eficiencia de pase de una sola temporada de la NCAA (208) mientras anotó 50 touchdowns (40 pases, 10 carrera) y lideró la NCAA con 4,946 yardas de ofensiva total (3,812 pases, 1,134 carrera). se convirtió en el tercer jugador de LSU en ganar el Trofeo Heisman detrás de Billy Cannon en 1959 y Joe Burrow en 2019. Comenzó a utilizar un software de fútbol con casco de realidad virtual personalizado durante la temporada como parte de su entrenamiento. Daniels se declaró para el draft de la NFL después de la temporada, terminando su carrera universitaria como el único jugador en pasar para 12,000 y correr para 3,000 para un total de 16,057 yardas, la sexta más alta en la historia de la NCAA.

#### Estadísticas
| Año     | Equipo        | Partidos | Partidos | Partidos | Pase  | Pase | Pase   | Pase | Pase | Pase | Pase  | Pase | Carrera | Carrera | Carrera | Carrera | Total | Total |
| Año     | Equipo        | GP       | RECORD   | CMP      | ATT   | PCT  | YDS    | AVG  | TD   | INT  | RTG   | ATT  | YDS     | AVG     | TD      | YDS     | TD    |       |
| ------- | ------------- | -------- | -------- | -------- | ----- | ---- | ------ | ---- | ---- | ---- | ----- | ---- | ------- | ------- | ------- | ------- | ----- | ----- |
| 2019    | Arizona State | 12       | 8–4      | 205      | 338   | 60.7 | 2,943  | 8.7  | 17   | 2    | 149.2 | 125  | 355     | 2.8     | 3       | 3,298   | 20    |       |
| 2020    | Arizona State | 4        | 2–2      | 49       | 84    | 58.3 | 701    | 8.3  | 5    | 1    | 145.7 | 33   | 223     | 6.8     | 4       | 924     | 9     |       |
| 2021    | Arizona State | 13       | 8–5      | 197      | 301   | 65.4 | 2,380  | 7.9  | 10   | 10   | 136.2 | 138  | 710     | 5.1     | 6       | 3,090   | 16    |       |
| 2022    | LSU           | 14       | 10–4     | 266      | 388   | 68.6 | 2,913  | 7.5  | 17   | 3    | 144.5 | 186  | 885     | 4.8     | 11      | 3,798   | 28    |       |
| 2023    | LSU           | 12       | 9–3      | 236      | 327   | 72.2 | 3,812  | 11.7 | 40   | 4    | 208.0 | 135  | 1,134   | 8.4     | 10      | 4,946   | 50    |       |
| Carrera | Carrera       | 55       | 37–18    | 953      | 1,438 | 66.3 | 12,749 | 8.9  | 89   | 20   | 158.4 | 617  | 3,307   | 5.4     | 34      | 16,056  | 123   |       |

### NFL

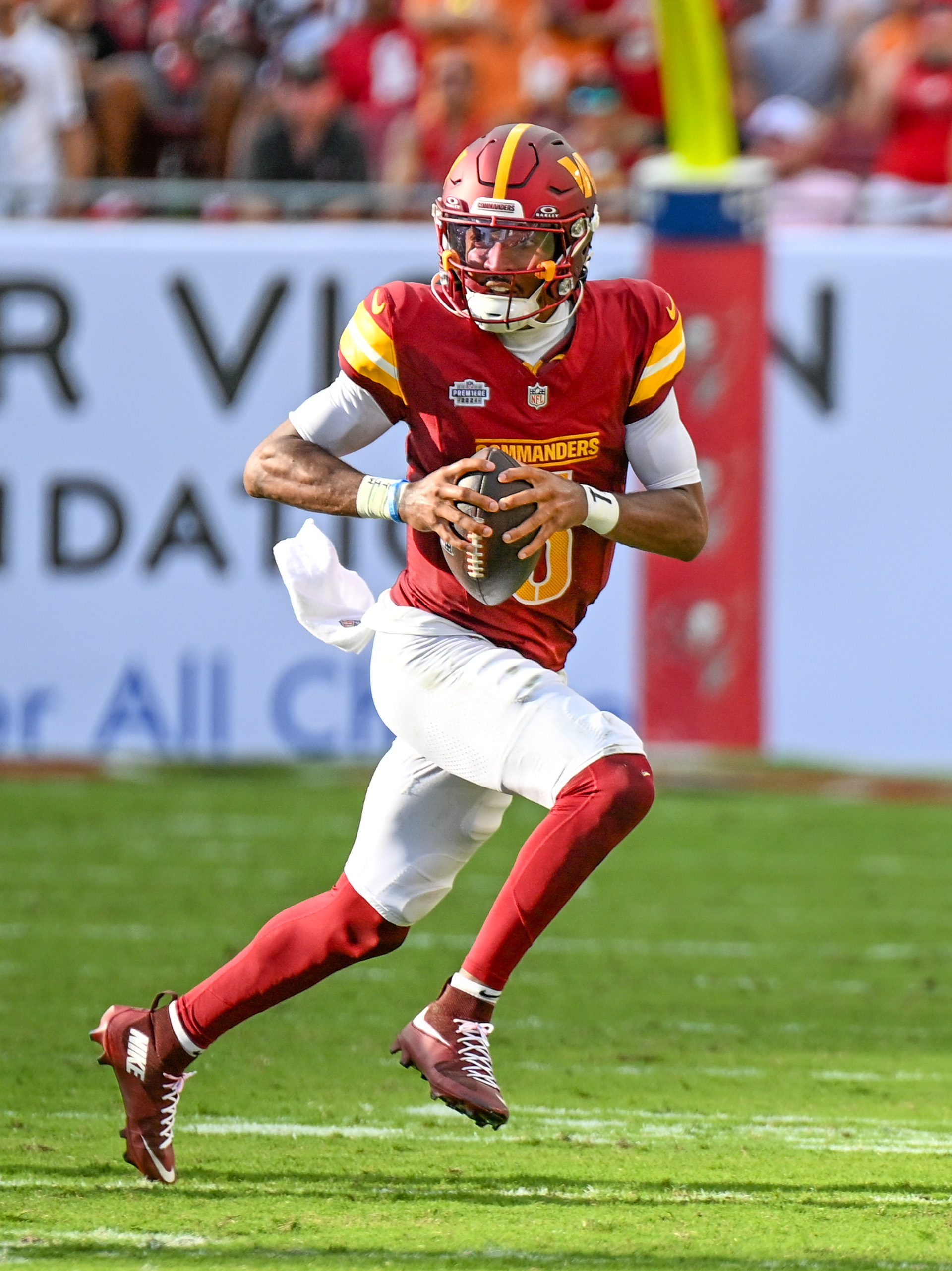
Daniels con los Washington Commanders en 2024

#### Washington Commanders
Los Washington Commanders seleccionaron a Daniels en la primera ronda (segundo general) del Draft de la NFL de 2024.
Fue uno de los seis mariscales de campo elegidos en la primera ronda, empatando el draft de 1983 con la mayor cantidad en la historia de la NFL.
En enero de 2025, Daniels fue nombrado para el Pro Bowl 2025 como quarterback principal de la NFC.
El 6 de febrero de 2025 es anunciado como el Novato Ofensivo del Año al obtener 49 de los 50 votos de primer lugar.

## Estadísticas

#### Temporada regular
| Año     | Equipo  | Partidos | Partidos | Partidos | Pase | Pase | Pase | Pase  | Pase | Pase | Pase | Pase | Pase  | Carrera | Carrera | Carrera | Carrera | Total | Total | Fumbles | Fumbles |
| Año     | Equipo  | GP       | GS       | RECORD   | CMP  | ATT  | PCT  | YDS   | AVG  | TD   | INT  | SCK  | RTG   | ATT     | YDS     | AVG     | TD      | YDS   | TD    | FUM     | LOST    |
| ------- | ------- | -------- | -------- | -------- | ---- | ---- | ---- | ----- | ---- | ---- | ---- | ---- | ----- | ------- | ------- | ------- | ------- | ----- | ----- | ------- | ------- |
| 2024    | WAS     | 17       | 17       | 12-5     | 331  | 480  | 69.0 | 3,568 | 7.4  | 25   | 9    | 47   | 100.1 | 148     | 891     | 6.0     | 6       | 4,459 | 31    | 5       | 0       |
| Carrera | Carrera | 17       | 17       | 12-5     | 331  | 480  | 69.0 | 3,568 | 7.4  | 25   | 9    | 47   | 100.1 | 148     | 891     | 6.0     | 6       | 4,459 | 31    | 5       | 0       |

#### Playoffs
| Año     | Equipo  | Partidos | Partidos | Partidos | Pase | Pase | Pase | Pase | Pase | Pase | Pase | Pase | Pase | Carrera | Carrera | Carrera | Carrera | Total | Total | Fumbles | Fumbles |
| Año     | Equipo  | GP       | GS       | RECORD   | CMP  | ATT  | PCT  | YDS  | AVG  | TD   | INT  | SCK  | RTG  | ATT     | YDS     | AVG     | TD      | YDS   | TD    | FUM     | LOST    |
| ------- | ------- | -------- | -------- | -------- | ---- | ---- | ---- | ---- | ---- | ---- | ---- | ---- | ---- | ------- | ------- | ------- | ------- | ----- | ----- | ------- | ------- |
| 2024    | WAS     | 3        | 3        | 2-1      | 75   | 114  | 65.8 | 822  | 7.2  | 5    | 1    | 4    | 97.9 | 35      | 135     | 3.9     | 1       | 957   | 6     | 0       | 0       |
| Carrera | Carrera | 3        | 3        | 2-1      | 75   | 114  | 65.8 | 822  | 7.2  | 5    | 1    | 4    | 97.9 | 35      | 135     | 3.9     | 1       | 957   | 6     | 0       | 0       |

## Vida personal
Daniels es un cristiano. Tiene una licenciatura en Arizona State y obtuvo una Maestría en Artes Liberales en LSU.